# Joseph Melcher

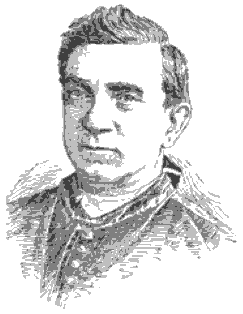
Joseph Melcher

Joseph Melcher (* 19. März 1806 in Wien; † 20. Dezember 1873 in Green Bay, USA) war von 1868 bis 1873 erster katholischer Bischof von Green Bay.

## Leben
Joseph Melcher wurde in Wien geboren, wanderte mit seiner Familie nach Modena aus, wo er Theologie studierte und am 27. März 1830 durch den Bischof von Carpi, Adeodato Caleffi OSB, das Sakrament der Priesterweihe empfing. Er war zunächst Seelsorger für die Deutschen in Modena. Nachdem er den Entschluss gefasst hat, Amerika-Missionar zu werden, traf er in Rom Bischof Joseph Rosati, Oberhirte der Diözese St. Louis. Bald darauf übersiedelte er in die Vereinigten Staaten, in die inzwischen zur Erzdiözese erhobene Diözese St. Louis, wo Erzbischof Peter Richard Kenrick Melcher zum Generalvikar berief. In dieser Funktion unternahm er mehrfach Reisen nach Deutschland, um Seminaristen für den Dienst in Amerika zu gewinnen. Im Juli 1853 wurde er zum ersten Bischof des neugegründeten Bistums Quincy ernannt, es kam jedoch nicht zur Amtsübernahme, sodass das neue Bistum erst dreieinhalb Jahre später bei der Neubenennung als Bistum Alton mit Henry Damian Juncker einen Bischof erhielt.
Mit der Gründung des Bistums Green Bay am 3. März 1868 ernannte Papst Pius IX. Joseph Melcher zu dessen erstem Bischof. Am 12. Juli 1868 spendete ihm Erzbischof Kenrick die Bischofsweihe. Mitkonsekratoren waren der Bischof von Milwaukee, John Henni, und der Bischof von Alton, Henry Damian Juncker.
Joseph Melcher nahm als Konzilsvater am Ersten Vatikanischen Konzil teil.